# Pont du Diable (Céret)

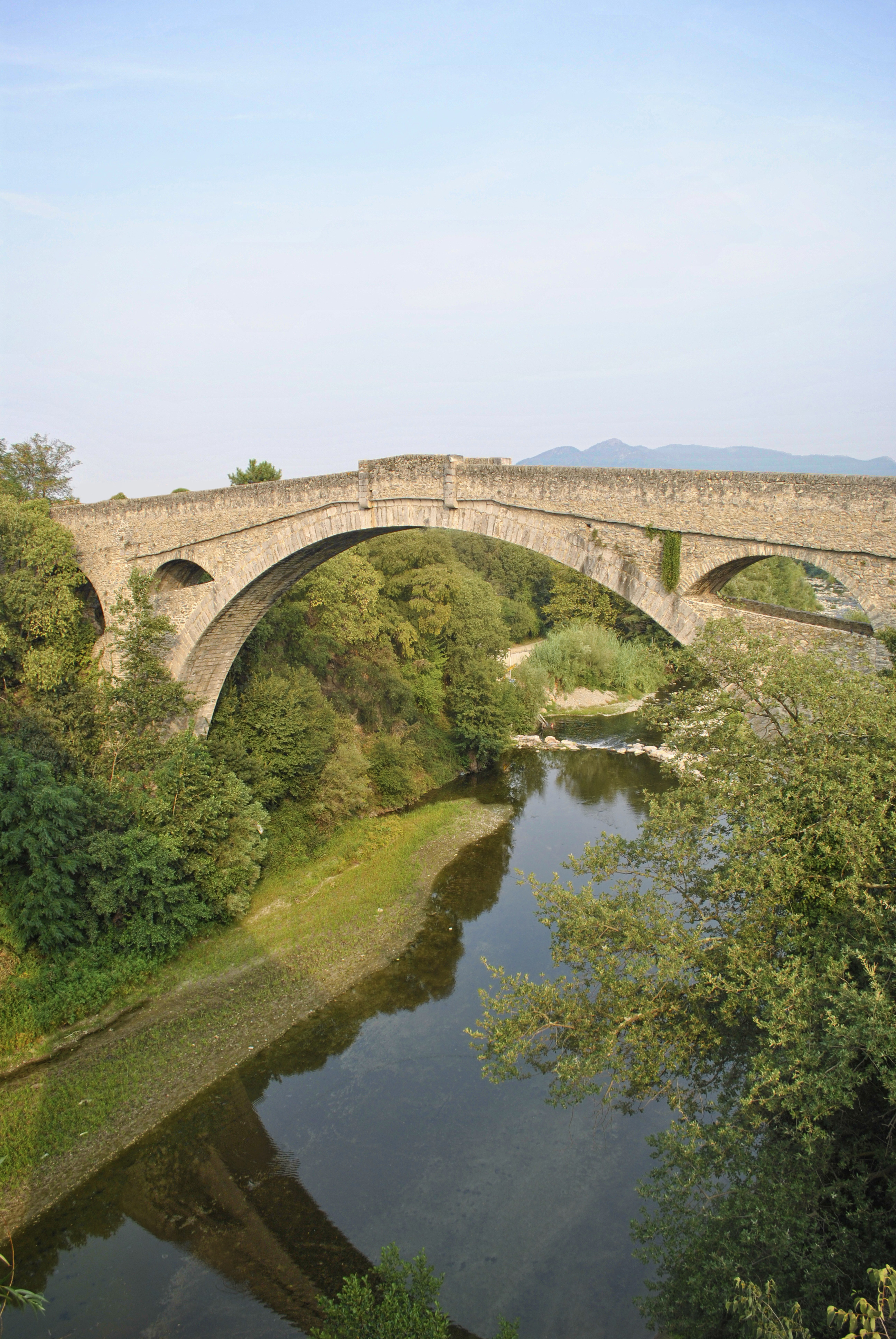
Pont du Diable

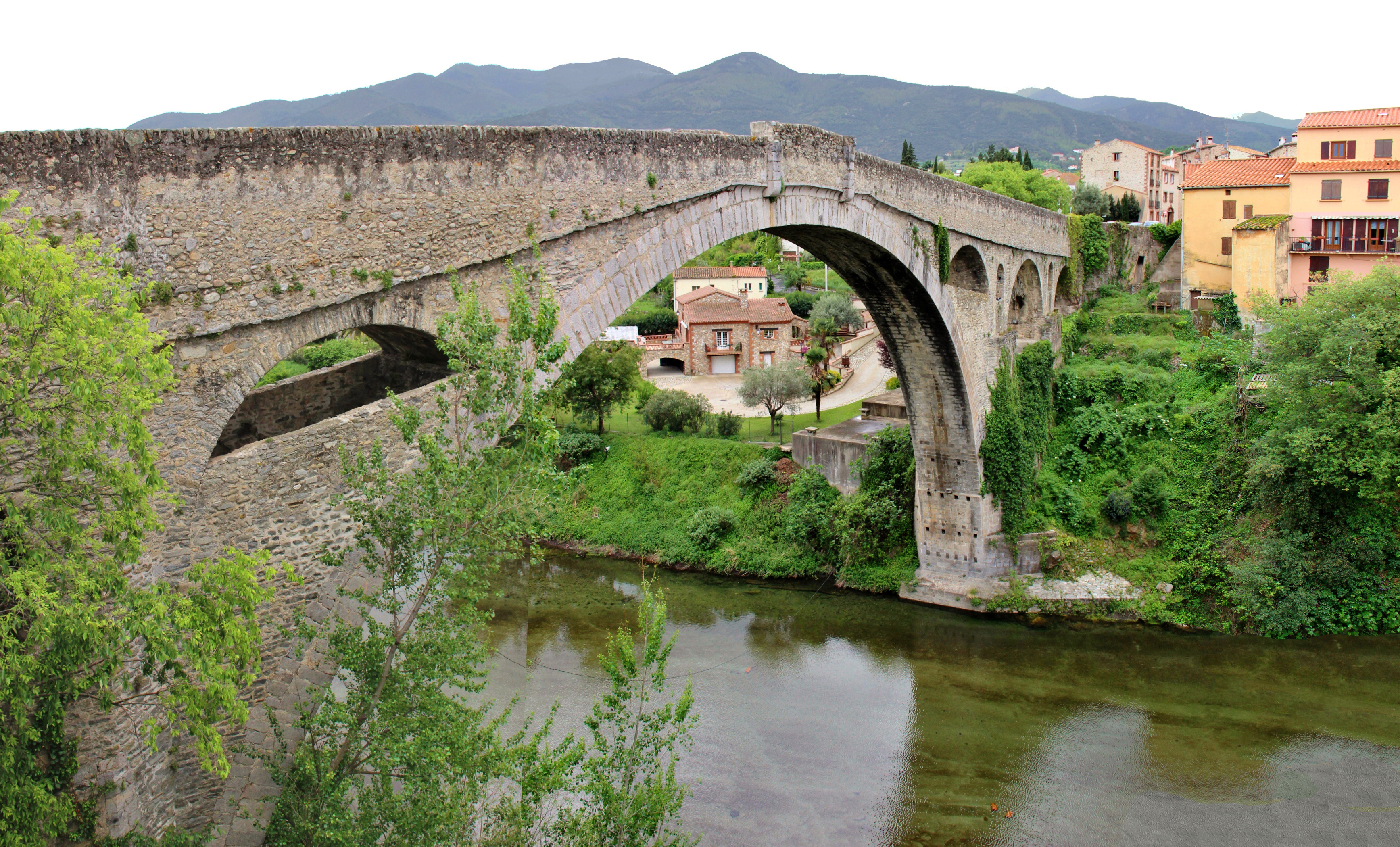
Pont du Diable

Der Pont du Diable (katalanisch Pont del Diable, deutsch: Teufelsbrücke) oder Vieux Pont (deutsch: Alte Brücke) ist eine einbogige Steinbrücke aus dem 14. Jahrhundert im Süden Frankreichs. Das Bauwerk überspannt den Fluss Tech in der Nähe des Ortes Céret im Département Pyrénées-Orientales in der südfranzösischen Region Okzitanien.
Die Brücke wurde von 1321 bis 1341 errichtet und im 18. Jahrhundert teilweise umgebaut. Sie besitzt mit einer Spannweite von 45,45 m die größte halbkreisförmige Bogenspannweite einer Steinbrücke des Mittelalters. Die Höhe des zur Mitte hin ansteigenden Bogens beträgt im Scheitelpunkt 22,30 m.
1840 wurde die Brücke als Monument historique unter Denkmalschutz gestellt.

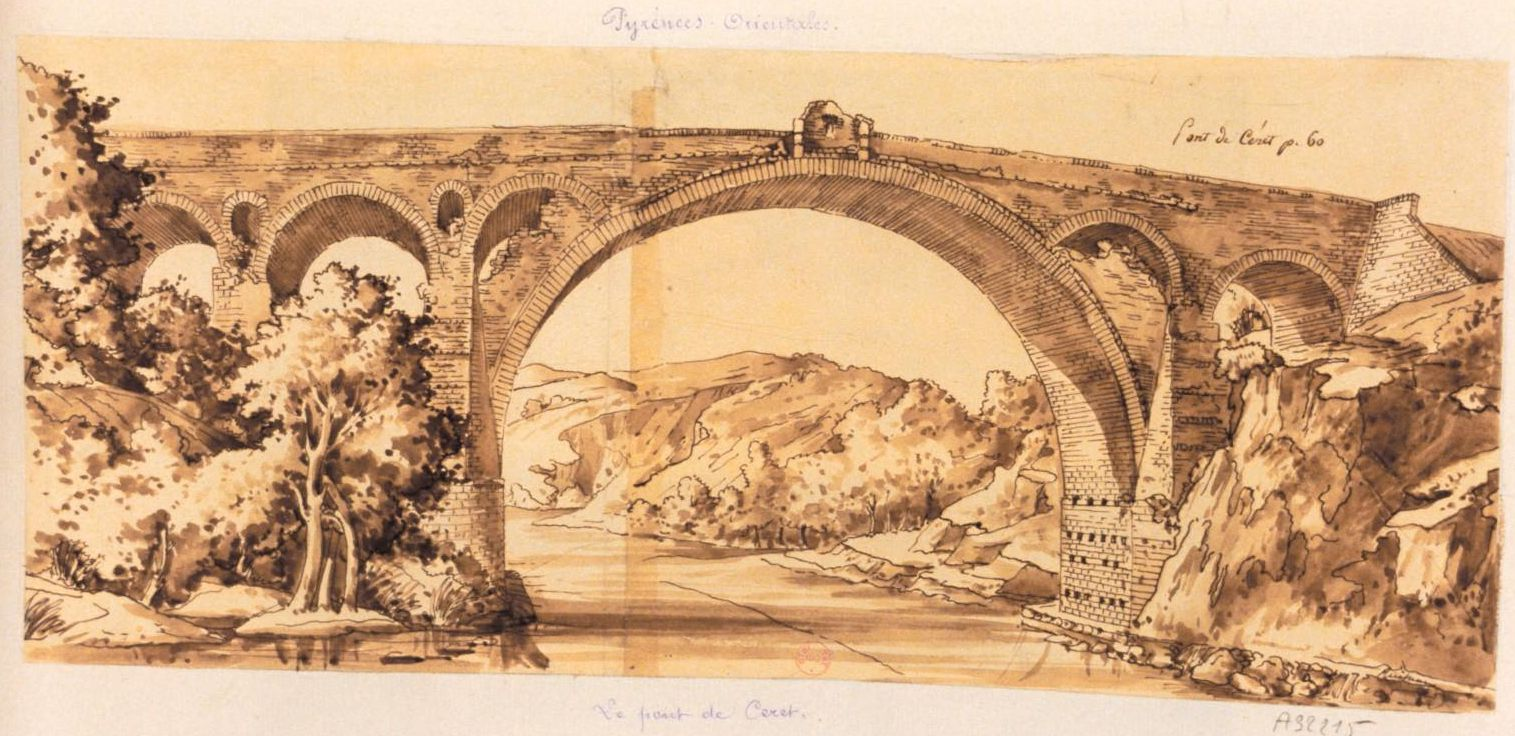
Pont du Diable (1830)
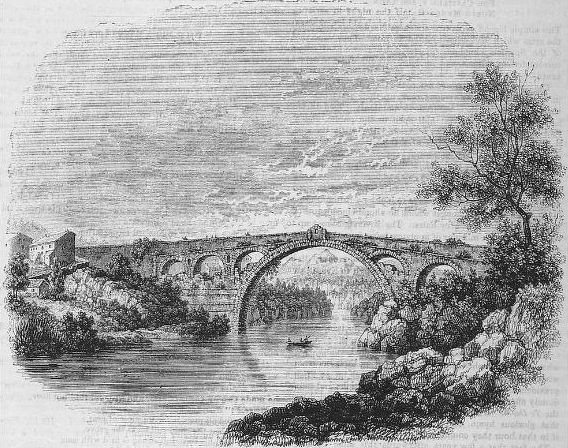
Pont du Diable (1853)
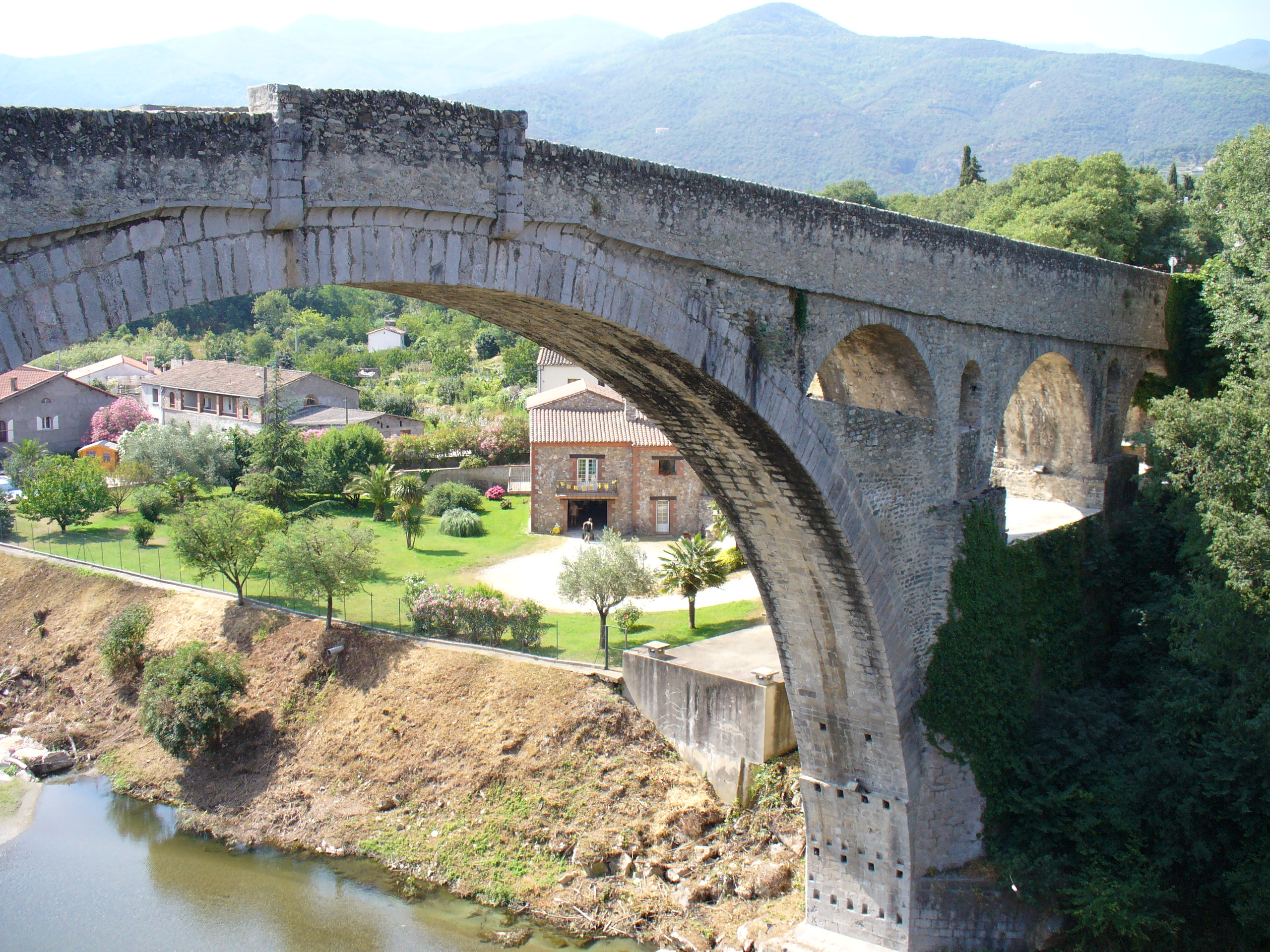
Pont du Diable
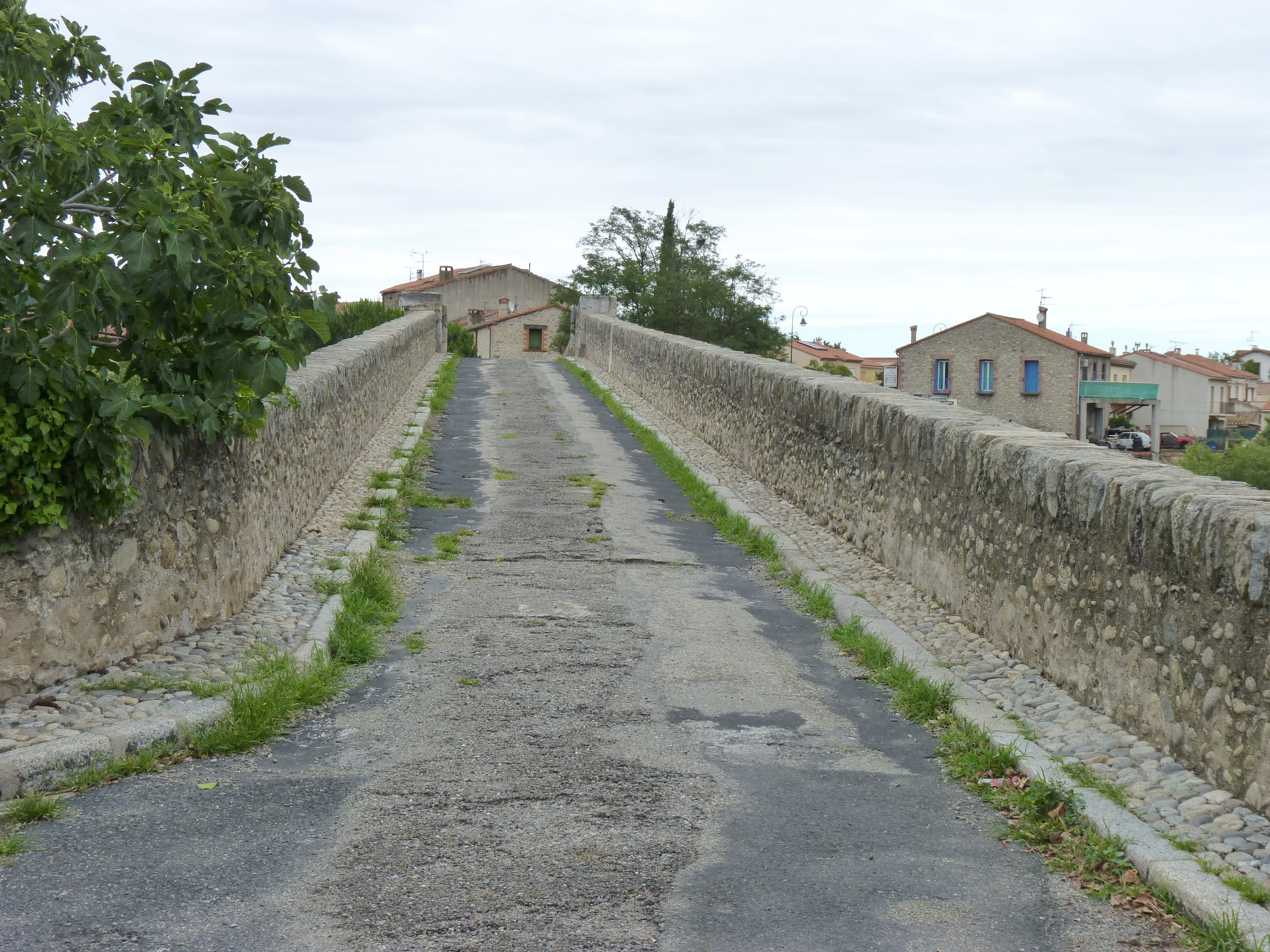
Pont du Diable